# Hè hè
Hè hè is een Nederlandstalig liedje van de Belgische zanger Jan De Wilde uit 1990.
Op de B-kant van de gelijknamige single stond het nummer Schapen tellen.
Het nummer verscheen op het gelijknamige album uit datzelfde jaar.

## Meewerkende artiesten
- Producer
  - Henny Vrienten
- Muzikanten
  - Jan De Wilde (zang)
  - Fay Lovsky (backing vocals)
  - Harry Sacksioni (akoestische gitaar, slidegitaar)
  - Jakob Klaasse (synthesizer)
  - Jan Pijnenburg (drums)
  - Joost Belinfante (ocarina, rammelaar)
  - Norbert Sollewijn Gelpke (basgitaar)